# Winter-Universiade 2013/Skispringen
Bei der Winter-Universiade 2013 wurden fünf Wettkämpfe im Skispringen ausgetragen.

## Bilanz

### Medaillenspiegel
| Platz  | Land       | Gold | Silber | Bronze | Gesamt |
| ------ | ---------- | ---- | ------ | ------ | ------ |
| 1      | Polen      | 2    | 1      | –      | 3      |
| 2      | Russland   | 1    | 1      | 2      | 4      |
| 3      | Finnland   | 1    | 2      | –      | 3      |
| 4      | Slowenien  | 1    | –      | 1      | 2      |
| 5      | Tschechien | –    | 1      | –      | 1      |
| 6      | Japan      | –    | –      | 1      | 1      |
| 6      | Österreich | –    | –      | 1      | 1      |
| Gesamt | Gesamt     | 5    | 5      | 5      | 15     |

### Medaillengewinner
| Disziplin                | Gold                                                         | Silber                                                         | Bronze                                                  |
| ------------------------ | ------------------------------------------------------------ | -------------------------------------------------------------- | ------------------------------------------------------- |
| Normalschanze Männer     | Sami Niemi                                                   | Krzysztof Biegun                                               | Michail Maximotschkin                                   |
| Großschanze Männer       | Krzysztof Biegun                                             | Sami Niemi                                                     | Junshirō Kobayashi                                      |
| Team Großschanze Männer  | PolenAleksander Zniszczoł Bartłomiej Kłusek Krzysztof Biegun | RusslandRoman Trofimow Alexander Sardyko Michail Maximotschkin | ÖsterreichDaniel Huber David Unterberger Clemens Aigner |
| Normalschanze Frauen     | Katja Požun                                                  | Michaela Doleželová                                            | Irina Awwakumowa                                        |
| Team Normalschanze Mixed | RusslandIrina Awwakumowa Michail Maximotschkin               | FinnlandJulia Kykkänen Sami Niemi                              | SlowenienKatja Požun Mitja Mežnar                       |